# HMS Kipling (F91)
«Кіплінг» (F91) (англ. HMS Kipling (F91) — військовий корабель, ескадрений міноносець типу «K» Королівського військово-морського флоту Великої Британії за часів Другої світової війни.

## Історія створення
«Кіплінг» був закладений 26 жовтня 1937 року на верфі компанії Yarrow Shipbuilders у Скотстоні, Глазго. 22 грудня 1939 року увійшов до складу Королівських ВМС Великої Британії.